# Iphigenia (planta)
Iphigenia es un género de plantas herbáceas con 32 especies, perteneciente a la familia Colchicaceae. Es originario de las regiones tropicales y subtropicales del Viejo Mundo y de Nueva Zelanda.

## Especies
- Iphigenia indica (L.) A.Gray ex Kunth
- Iphigenia magnifica Ansari & R.S.Rao
- Iphigenia mysorensis Arekal & S.N.Ramaswamy
- Iphigenia novae-zelandiae (Hook.f.) Baker
- Iphigenia oliveri Engl.
- Iphigenia pallida Baker
- Iphigenia pauciflora Martelli
- Iphigenia robusta Baker
- Iphigenia sahyadrica Ansari & R.S.Rao
- Iphigenia socotrana Thulin
- Iphigenia stellata Blatt.